# Санта-Ана (муниципалитет штата Ансоатеги)
Санта-Ана (исп. Santa Ana) — муниципалитет в составе венесуэльского штата Ансоатеги. Административный центр — город Санта-Ана.

## Демография
По состоянию на 2007 год, по оценкам национального статистического института Венесуэлы, население муниципалитета Санта-Ана равно 10 919 человек. Это составляет 0,7 % населения государства. Плотность населения муниципалитета составляла 9,22 жителей на квадратный километр.
К 2011 году население сократилось до 9636 человек.

## Правительство
По состоянию на 2008 год мэром муниципалитета избран Герсон Мартинес, который 23 ноября 2008 года набрал 49 % голосов.

## Административное деление
Муниципалитет делится на 2 прихода:
- Санта-Ана
- Пуэбло-Нуэво